# Шушинський район (НКР)
Шушинський район (вірм. Շուշիի շրջան) —  колишня адміністративна одиниця у складі Нагірно-Карабаської республіки в рамках Азербайджану. Адміністративний центр — Шуші.

## Географія
На заході межував з Кашатазьким районом, на північному сході з Аскеранським районом та на південному сході з Гадрутським районом. Поруч з районом знаходилася столиця — Степанакерт, але загальної межі з нею нема.
Найменший район республіки. Район був розташований в центрі Нагірно-Карабаської республіки. Найбільшими річками були: Каркар, Ішханаґет та Вараракн.

## Транспорт
Через Шушинський район проходила траса Єреван — Степанакерт.

## Населення
Найменший район за площею, але не найменший за населенням. Населення району відповідно до офіційного перепису населення НКР у 2005 р. склало 4 324 осіб. Район складався з одного міста — Шуші та кількох сіл: Єхцаох, Канача тала, Карін так, Кірсаван, Лісагор, Мец шен, Таси Вьорст та Хіншен.

## Пам'ятники історії та архітектури

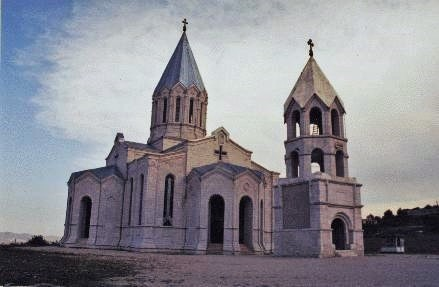
Церква Сурб Казанчецоц

Основні пам'ятки розташовані в райцентрі — Шуші, який протягом XVIII—XIX століть був головним містом Арцаху. Зокрема в Шуші розташовані:
- Церква Сурб Казанчецоц;
- Церква Канач Жам;
- Православна церква;
- Перські мечеті;
- Шушинська фортеця;
- Краєзнавчий музей;
- Меморіал Героям німецько-радянської війни;
- Меморіал Героям Арцаської війни;
- Монумент танку, що першим вступив у Шуші під час його визволення;

та інші.